# Panther Rio
Der Panther Rio ist eine kompakte britische Luxuslimousine auf der Basis des Triumph Dolomite, die 1975 und 1976 von Panther Westwinds hergestellt wurde.

## Das Konzept: Ein Boutique-Car
Panther Westwinds war seit den frühen 1970er Jahren mit Replica-Modellen bekannt geworden. Insbesondere der Panther J72, der eine relativ akkurate Kopie eines Jaguar S.S. 100 darstellte, war vom Markt und von der Presse freundlich aufgenommen worden. Beflügelt durch diese Erfolge, diversifizierte Panther seine Produktion Mitte der 1970er Jahre, und zwar sowohl – mit dem Panther Lima – in preisgünstigere Marktsegmente als auch in die Oberklasse; letzteren Bereich sollte der 1974 vorgestellte Panther De Ville bedienen, eine freie Neuinterpretation des Bugatti T 41 „Royale“. Als Folge der Ölkrise brach ab 1973 der Markt große, verbrauchsstarke Luxusfahrzeuge weltweit ein. Als Alternative entwickelte Panther-Gründer Robert Jankel die Idee eines kompakten Luxusfahrzeugs, bei dem der Preis nicht durch die Größe, sondern durch die hochwertige Ausstattung gerechtfertigt war. Eine komplette Neuentwicklung konnte sich Panther allerdings nicht leisten. So entschied sich Robert Jankel letztlich für das Konzept der sogenannten Boutique-Cars, bei dem ein Großserienfahrzeug unter Beibehaltung der wesentlichen Konstruktionsmerkmale und Aufbauten durch mehr oder weniger tiefgreifende Modifikationen an der Karosserie verfremdet und durch eine exklusive Innenausstattung aufgewertet wurde. Dieses Konzept war letztlich eine Anpassung des traditionellen Coachbuilding an die Umstände der Moderne, in der selbsttragende Karosserien und strenge Sicherheitsbestimmungen individuelle Aufbauten für Luxusfahrzeuge erheblich erschwerten, wenn nicht unmöglich machten. Boutique-Cars hatten ihren Ursprung in den USA, wo seit den 1950er Jahren Fahrzeuge vom El Morocco (ein Chevrolet mit Karosserieanbauten im Cadillac-Stil) über die Corvorado von Les Dunham (eine Chevrolet Corvette mit Cadillac-Eldorado-Zügen) bis hin zum 1971 wieder auferstandenen Stutz eine entsprechende Tradition begründet hatten. In Europa war Panther Westwinds eines der ersten Unternehmen, die dieses Konzept verfolgten; mit nur geringer Verzögerung produzierten auch Monteverdi mit dem Sierra (1976) oder Felber mit diversen Konstruktionen Boutique-Fahrzeuge.

## Das Auto im Einzelnen

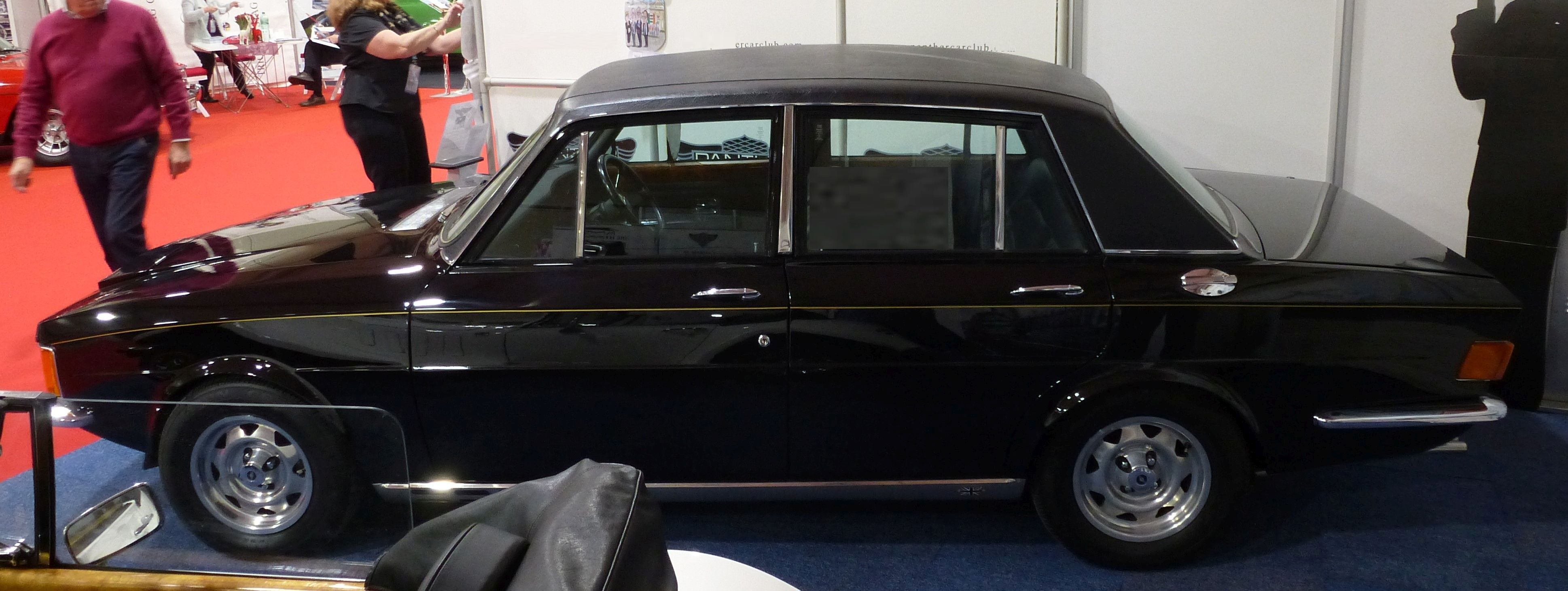
Seitenansicht

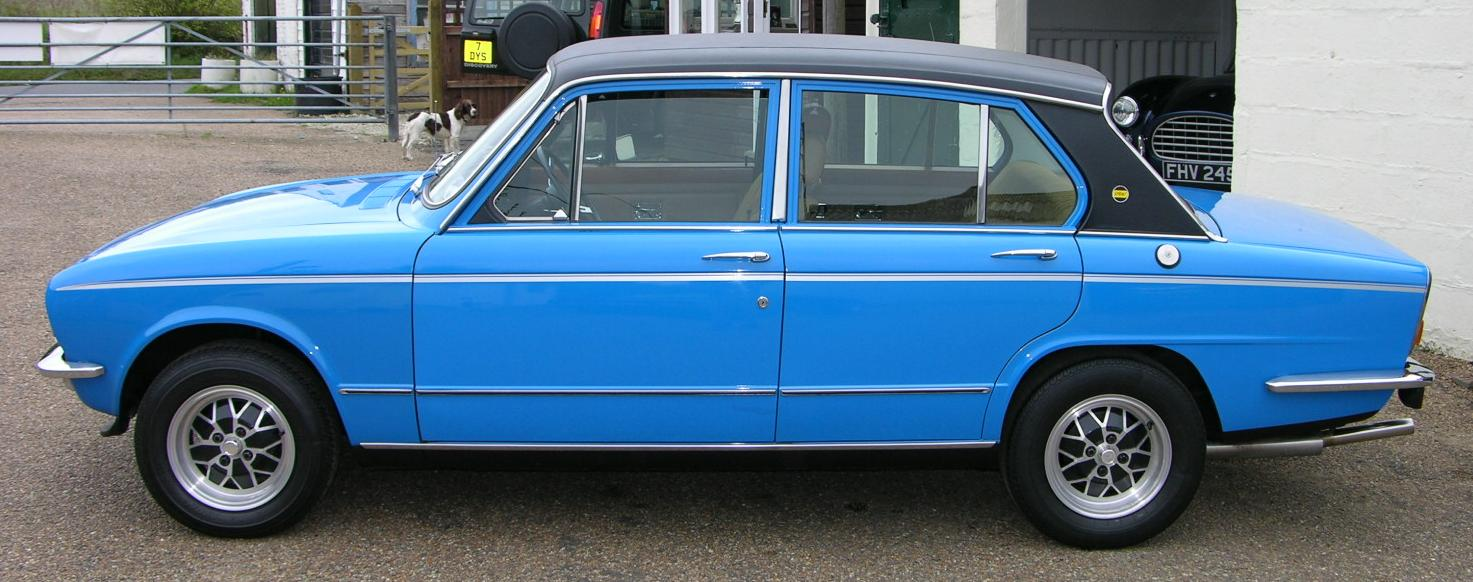
Basis des Panther Rio: Triumph Dolomite von British Leyland

Mit dem Panther Rio verfolgte Robert Jankel nach eigenen Worten den Anspruch, ein Auto für Kunden auf die Beine zu stellen, die den Stil eines Rolls-Royce in einem ökonomischeren Umfeld suchten und dabei nicht auf einen aus Jankels Sicht vulgären Mercedes-Benz um- (oder ab-) steigen wollten. Für seine kleine Luxuslimousine griff Robert Jankel auf den Triumph Dolomite zurück, eine in Großserie hergestellte kompakte viertürige Stufenheck-Limousine mit Hinterradantrieb aus dem British-Leyland-Konzern. Das Fahrzeug bot sich an, weil es mit sportlichen Motoren erhältlich war und darüber hinaus – nicht zuletzt weil es in der Basis noch auf einer Konstruktion der frühen 1960er Jahre beruhte – dem Fahrer eine komfortable, aufrechte Sitzposition ermöglichte.
Panther ließ die Technik des Dolomite unangetastet. Auch die Fahrgastzelle einschließlich der Glasflächen blieb weitgehend unverändert; lediglich die Dachlinie und die Form der hinteren Türen wurden leicht verändert. Die Karosserie unterhalb der Gürtellinie wurde dagegen völlig neu gestaltet. Die Bleche waren in Handarbeit aus Aluminium hergestellt und wiesen eckige Linien auf, die einen klassischen Eindruck erwecken sollten. Diesen Zweck verfolgte auch ein tempelartiger Kühlergrill, der zwischen zwei Rechteck-Scheinwerfern (vom Ford Granada) ruhte. Am Heck installierte Panther die Rückleuchten des Triumph TR6, die zur gleichen Zeit auch bei einigen Modellen von Monteverdi Verwendung fanden. Das Dach war serienmäßig mit schwarzem Vinyl bezogen. Die neu aufgebauten (nicht von Triumph übernommenen) Sitze wurden serienmäßig mit Connolly-Leder bezogen, es gab daneben dicke Wollteppiche und eine Walnussholz-Verkleidung des Armaturenbretts.
Der Panther Rio wurde in zwei Ausführungen angeboten: Als Basismodell mit einem 1,85 Liter großen Vierzylinder und als Rio Especial mit dem 2,0 Liter großen 16-Ventiler des Triumph Dolomite Sprint.

## Die Verbreitung
Der Panther Rio wurde der Öffentlichkeit im September 1975 vorgestellt. Der Verkaufspreis lag bei 9445 £ für einen Rio Especial. Damit lag er etwas unterhalb des Preises, der für einen Bristol 411 gefordert wurde. Der Triumph Dolomite Sprint, auf dem der Rio basierte, kostete 3283 £, und ein Jaguar XJ V12 war für 7496 Pfund zu haben.
Bei der Präsentation des Panther Rio kam es zu Verhandlungen mit dem Londoner Automobilhändler H.R. Owen, der erwog, etwa 100 Exemplare des Rio zu bestellen. Daraus wurde letztlich nichts; wesentlicher Grund hierfür war der sehr hohe Preis, der den Absatz von 100 Autos als illusorisch erscheinen ließ.
Insgesamt wurden im Laufe des Jahres 1976 nicht mehr als 38 Panther Rio hergestellt. Eines der Fahrzeuge stand zu Beginn des 21. Jahrhunderts in Deutschland.